# HMS Bellerophon (1907)
El HMS Bellerophon fue un acorazado británico líder de su clase perteneciente a la Royal Navy, y el cuarto buque de la misma con el nombre del mítico héroe griego Belerofonte.
Construido en los astilleros reales de Portsmouth y completado en 1909, el Bellerophon se unió en primer lugar a la primera escuadra de combate. En el momento de la rotura de las hostilidades de la Primera Guerra Mundial, estaba asignado a la cuarta escuadra, donde permaneció hasta 1919. Estuvo presente en la Batalla de Jutlandia donde disparó 62 proyectiles de 305 mm (12”) sin recibir daños. Con el final de la guerra, fue colocado en la reserva hasta que fue vendido para desguace en 1921, el desmontaje del buque, finalizó dos años después.

## Diseño
Tras la experiencia del revolucionario HMS Dreadnought, se detectaron en el mismo algunos defectos. Su armamento secundario, se juzgó insuficiente para mantener a raya a los cada vez más grandes y veloces torpederos, que entonces, se consideraba que eran la mayor amenaza de los buques de guerra de superficie más importantes. Así pues, se aumentó en el HMS Bellerophon su armamento secundario, y se mejoró su protección antitorpedo en forma de mamparos herméticos.
Externamente, era muy parecido al HMS Dreadnought con su armamento principal dispuesto en cinco torres dobles de 305 mm (12”), y su armamento secundario dispuesto en casamatas en la superestructura y sobre la cubierta, y los cañones más pequeños, sobre las torres principales. Su perfil, se veía completado por una torre de control de torpedos en la parte trasera. El Bellerophon era diferente también en cuanto a sus dos mástiles en trípode, más fáciles de mantener en tiempo de paz. Los acorazados tipo dreadnought británicos, fueron los únicos que fueron modernizados posteriormente con dos equipos de control de tiro.
Fue construido con 18 calderas Babcock dispuestas en 3 grupos de 6. Su maquinaria, construida por Fairfield Shipbuilding and Engineering Company de Govan, consistía en 4 turbinas de vapor de reducción simple Parsons, que hacían girar 4 hélices con una potencia de 23 000 CV (17 MW). Debido a su baja capacidad de carbón, su autonomía se veía limitada a 5720 millas náuticas a 10 nudos (10 593 km a 18,5 km/h) que era considerada mediocre, en el mejor de los casos.

## Historial de servicio
Puesto en grada poco después que el HMS Dreadnought fuera dado de alta, Se le asignó el nombre Bellerophon y fue el primero de los buques de su clase en estar finalizado. El coste total del buque, fue de 1 763 491 libras, lo que lo convirtió en el más caro de su clase. Fue puesto en grada el 6 de diciembre de 1906, botado el 27 de julio de 1907 y dado de alta en la flota el 20 de febrero de 1909. En sus pruebas de mar, dio una velocidad máxima de 21,25 nudos, una velocidad, inferior a las generadas por sus gemelos, debido a que también, dio inferior potencia (25 061 CV frente al HMS Superb, que dio 27 407 CV y al HMS Temeraire que dio 26 966 CV.
Tras su entrega a la Royal Navy, se unió a la primera escuadra de la Home Fleet. El 26 de mayo de 1911, colisionó con el crucero de batalla HMS Inflexible. El Bellerophon recibió daños ligeros, mientras que el Inflexible recibió daños en su proa que lo obligó a entrar en el dique seco hasta noviembre. El 1 de agosto de 1914, tras la movilización de la flota, y la formación de la Gran Flota Británica, fue asignado a la cuarta escuadra de batalla
Durante un viaje con la flota hacia el fondeadero de Scapa Flow, el Bellerophon colisionó con el buque SS St. Clair el 27 de agosto en las Islas orcadas pero no tuvo daños de importancia. El 25 de mayo de 1915, acudió a los reales astilleros de Devonport para una actualización de sus sistemas.
En la Batalla de Jutlandia, el buque, bajo el mando del capitán Edward F. Bruen y como parte de la cuarta división (al mando del almirante Alexander Duff), de la cuarta escuadra bajo el mando del vicealmirante Doveton Sturdee. La cuarta escuadra de combate, fue desplegada detrás la segunda escuadra, en línea con el cuerpo principal que participó en la batalla, y disparó 62 proyectiles de 305 mm (12”), sin recibir daños.
Tras la batalla, participó regularmente en operaciones con la Gran Flota. Entre junio y septiembre de 1917 sirvió como insignia de la segunda división de la cuarta escuadra, portando las insignias del almirante Roger Keyes y de su sucesor, el almirante Douglas Nicholson. Al contrario que sus gemelos, no fue desplegado en el mediterráneo en octubre de 1918.
Puesto en reserva en 1919 al tener igual que sus gemelos una artillería principal con poca potencia en comparación con los acorazados más nuevos. Junto a su gemelo, el Superb fue usado como escuela de artillería. El HMS Bellerophon fue vendido para el desguace en 1921, finalizando el mismo en 1923.

## Trivialidades
El HMS Bellerophon, aparecía en los billetes de diez dólares emitidos por el Real Banco de Canadá, en 1913.